# Unidamu
Unidamu is een familiemusical van Tijl Dauwe in samenwerking met Studio 100 en Ketnet. De hoofdrollen zijn weggelegd voor Sien Wynants als juffrouw Monica en Herman Verbruggen als Elvis. De naam Unidamu staat voor een Universum van Dans en Muziek.

## Verhaal
Max zit in de studie met enkele pestkoppen, waar hij geen hulp moet verwachten. Zelfs zijn eigen broer doet mee. Tot hij zich terugvindt in Unidamu, het universum van dans en muziek. Al snel vindt hij een nieuwe vriendin, Sterre. Maar dan krijgt Max heimwee.

## Rolverdeling
| Rol             | Speler | Understudy         |
| --------------- | --- | ------------------ |
| Juffrouw Monica | Sien Wynants |                    |
| Elvis           | Herman Verbruggen |                    |
| Max De Baere    | Junes Callaert | Obe Lambert        |
| Floris De Baere | Aaron Van Goethem | Neel Hannes        |
| Amy Lacroit     | Chloé Van Reeth | Kyara Cabooter     |
| Sterre          | Merel Wagner | Kato Faure Didelle |
| Fien Van Boven  | Caitlin Lauwers | Frauke Wille       |
| Niels           | Mats Proost | Staf Bertheloot    |
| Ensemble        | Arjan Schepers, Bibi De Gruyter, Camille Van Den Eede, Emile Vanoothegem, Emma Malfliet, Frauke Wille, Jaimie Vandijck, Kato Faure Didelle, Kristie Nkenné Conings, Kyara Cabooter, Kyle Sakwe, Laura Merckx, Mathias De Decker, Mathias Mesmans, Neel Hannes, Nell Moerbeek, Obe Lambert en Staf Bertheloot |                    |

## Soundtrack
De muziek uit de musical bestaat voor een groot deel uit bestaande Ketnet- en Studio 100-nummers. Deze nummers werden speciaal voor de musical opnieuw gearrangeerd. Daarnaast werden er enkele nieuwe nummers geschreven.
| Titel                                 | Oorspronkelijke artiest                                            | Uitvoerder                                                |
| ------------------------------------- | ------------------------------------------------------------------ | --------------------------------------------------------- |
| Ouverture                             | -                                                                  | Cast Van Unidamu                                          |
| Wereld Vol Muziek                     | Groepslied (Eurosong for Kids 2003) (ik wil een wereld vol muziek) | Ensemble Unidamu en Sterre                                |
| Unidamu                               | Speciaal geschreven                                                | Ensemble Unidamu, Sterre, Max en Elvis                    |
| Superidee                             | Groepslied (Junior Eurosong 2010)                                  | Ensemble Unidamu, Sterre, Max en Elvis                    |
| Unidamu (Reprise)                     | Speciaal geschreven                                                | Ensemble Unidamu, Sterre, Max en Elvis                    |
| Ik Verlang Zo Naar Huis               | Piet Piraat                                                        | Max                                                       |
| Er Zit Meer In Een Liedje             | Samson en Gert                                                     | Max, Sterre, Floris, Fien, Amy en Niels                   |
| Mijn Allerliefste Broer               | Speciaal geschreven door Gert Verhulst                             | Max en Floris                                             |
| Kei!Vet!Cool!                         | Groepslied (Junior Eurosong 2011)                                  | Ensemble Unidamu, Sterre en Max                           |
| Spring                                | Spring                                                             | Max, Sterre, Fien, Niels, Amy en ensemble Unidamu         |
| Help Mij                              | Ghost Rockers                                                      | Max, Floris, Sterre, Fien, Niel, Amy en ensemble Unidamu  |
| Power Aan De Kids                     | DnA (Junior Eurosong 2010)                                         | Sterre, Fien en Ensemble Unidamu                          |
| Ik Verlang Zo Naar Huis (reprise)     | Piet Piraat                                                        | Sterre, Max, Floris, Fien, Amy, Niels en ensemble Unidamu |
| Grijs Moniqueske                      | Mega Mindy                                                         | Monica, Max, Floris, Fien, Niels, Amy en ensemble Unidamu |
| Move Tegen Pesten (Iedereen Brullie!) | Sien Wynants & William Boeva                                       | Cast van Unidamu                                          |
| Megamix                               | -                                                                  | Elvis, Monica en cast van Unidamu                         |

## Discografie

### Dvd's
| Dvd's met hitnoteringen in de Nederlandse DVD Music Top 30 | Datum van verschijnen | Datum van binnenkomst | Hoogste positie | Aantal weken | Opmerkingen |
| ---------------------------------------------------------- | --------------------- | --------------------- | --------------- | ------------ | ----------- |
| Ketnet Musical - Unidamu                                   | 2017                  | 08-04-2017            | 2               | 2            |             |

'14-'18 · '40-'45 (België) · '40-'45 (Nederland) · De 3 Biggetjes · 3 Musketiers · Aida · Alice in Wonderland · A xXxmas Carola · Anatevka · Assepoester · Belle en het Beest · Billie Holiday · Bloedbroeders · The Bodyguard · Cabaret · Camelot · Cats · Chicago · Ciske de Rat · Cyrano de Bergerac · De Schone van Boskoop · Daens · Dirty Dancing · Doe Maar! · Domino · Doornroosje · Dracula · Drood · Elisabeth · Evita · Fame · De Finale · Flashdance · Foxtrot · Goodbye, Norma Jeane · Grease · Hair · High School Musical · De Jantjes · Jekyll & Hyde · Jersey Boys · Jesus Christ Superstar · Kadanza · De kleine zeemeermin · Koning van Katoren · Kruimeltje · Kuifje: De Zonnetempel · Kunt u mij de weg naar Hamelen vertellen, mijnheer? · The Last Five Years · Lelies · The Lion King · The Little Mermaid · Love Story · Lover of Loser · Mamma Mia! · De man van La Mancha · Mary Poppins · Les Misérables · Miss Saigon · Muerto! · De Muze van Rubens · My Fair Lady · On Your Feet! · Op hoop van Zegen · Oorlogswinter · The Passion · Pauline & Paulette · The Phantom of the Opera · Pinokkio · Red Star Line · Rembrandt · Robin Hood · Romeo en Julia, van Haat tot Liefde · De Rozenoorlog · Shhh...it happens! · Shrek · Soldaat van Oranje · Spring Awakening · De sprookjesmusical Klaas Vaak · Sneeuwwitje · The Sound of Music · Tarzan · Titanic · Turks fruit · Urinetown · De Vliegende Hollander · Wat Zien Ik?! · Wicked · The Wild Party · The Wiz · Wickie de viking de musical
    Portaal Musical